# Jõhvi
Jõhvi (tiếng Đức: Jewe) là một thành phố miền đông bắc Estonia, là thủ phủ hạt Ida-Viru. Đây cũng là trung tâm hành chính của giáo phận Jõhvi. Nó nằm cách biên giới với Nga 50 km.
Người Estonia chiếm thiểu số ở Jõhvi, chừng 55% dân số thành phố là người Nga.

## Lịch sử
Jõhvi, khi còn là làng, được nhắc đến lần đầu năm 1241 trong Liber Census Daniae khi vùng đất này nằm trong tay Đan Mạch. Tên gọi lịch sử của Jõhvi gồm Gewi và Jewi. Thế kỷ XIII, một nhà thờ được dựng lên, Jõhvi trở thành trung tâm tôn giáo địa phương.

## Khí hậu
| Dữ liệu khí hậu của Jõhvi (1981–2010)   | Dữ liệu khí hậu của Jõhvi (1981–2010) | Dữ liệu khí hậu của Jõhvi (1981–2010) | Dữ liệu khí hậu của Jõhvi (1981–2010) | Dữ liệu khí hậu của Jõhvi (1981–2010) | Dữ liệu khí hậu của Jõhvi (1981–2010) | Dữ liệu khí hậu của Jõhvi (1981–2010) | Dữ liệu khí hậu của Jõhvi (1981–2010) | Dữ liệu khí hậu của Jõhvi (1981–2010) | Dữ liệu khí hậu của Jõhvi (1981–2010) | Dữ liệu khí hậu của Jõhvi (1981–2010) | Dữ liệu khí hậu của Jõhvi (1981–2010) | Dữ liệu khí hậu của Jõhvi (1981–2010) | Dữ liệu khí hậu của Jõhvi (1981–2010) |
| Tháng                                   | 1                                     | 2                                     | 3                                     | 4                                     | 5                                     | 6                                     | 7                                     | 8                                     | 9                                     | 10                                    | 11                                    | 12                                    | Năm                                   |
| --------------------------------------- | ------------------------------------- | ------------------------------------- | ------------------------------------- | ------------------------------------- | ------------------------------------- | ------------------------------------- | ------------------------------------- | ------------------------------------- | ------------------------------------- | ------------------------------------- | ------------------------------------- | ------------------------------------- | ------------------------------------- |
| Cao kỉ lục °C (°F)                      | 8.9 (48.0)                            | 10.6 (51.1)                           | 16.8 (62.2)                           | 26.0 (78.8)                           | 30.8 (87.4)                           | 32.1 (89.8)                           | 33.7 (92.7)                           | 34.6 (94.3)                           | 28.1 (82.6)                           | 19.7 (67.5)                           | 11.4 (52.5)                           | 10.9 (51.6)                           | 34.6 (94.3)                           |
| Trung bình ngày tối đa °C (°F)          | −2.9 (26.8)                           | −2.7 (27.1)                           | 1.5 (34.7)                            | 9.3 (48.7)                            | 15.7 (60.3)                           | 19.1 (66.4)                           | 22.0 (71.6)                           | 20.4 (68.7)                           | 14.8 (58.6)                           | 8.6 (47.5)                            | 2.1 (35.8)                            | −1.3 (29.7)                           | 8.9 (48.0)                            |
| Trung bình ngày °C (°F)                 | −5.1 (22.8)                           | −6.0 (21.2)                           | −2.0 (28.4)                           | 4.4 (39.9)                            | 10.2 (50.4)                           | 14.2 (57.6)                           | 17.0 (62.6)                           | 15.5 (59.9)                           | 10.6 (51.1)                           | 5.6 (42.1)                            | 0.0 (32.0)                            | −3.6 (25.5)                           | 5.1 (41.2)                            |
| Tối thiểu trung bình ngày °C (°F)       | −8.4 (16.9)                           | −9.1 (15.6)                           | −5.7 (21.7)                           | −0.1 (31.8)                           | 4.4 (39.9)                            | 8.9 (48.0)                            | 11.6 (52.9)                           | 10.6 (51.1)                           | 6.6 (43.9)                            | 2.5 (36.5)                            | −2.5 (27.5)                           | −6.4 (20.5)                           | 1.0 (33.8)                            |
| Thấp kỉ lục °C (°F)                     | −34.5 (−30.1)                         | −31.4 (−24.5)                         | −26.8 (−16.2)                         | −13.9 (7.0)                           | −5.9 (21.4)                           | −2.5 (27.5)                           | 2.2 (36.0)                            | 1.0 (33.8)                            | −3.1 (26.4)                           | −15.7 (3.7)                           | −25.9 (−14.6)                         | −28.7 (−19.7)                         | −34.5 (−30.1)                         |
| Lượng Giáng thủy trung bình mm (inches) | 45 (1.8)                              | 33 (1.3)                              | 39 (1.5)                              | 32 (1.3)                              | 49 (1.9)                              | 83 (3.3)                              | 81 (3.2)                              | 103 (4.1)                             | 74 (2.9)                              | 82 (3.2)                              | 65 (2.6)                              | 50 (2.0)                              | 736 (29.0)                            |
| Độ ẩm tương đối trung bình (%)          | 88                                    | 86                                    | 81                                    | 71                                    | 68                                    | 74                                    | 76                                    | 80                                    | 84                                    | 87                                    | 89                                    | 89                                    | 81                                    |
| Nguồn: Estonian Weather Service         |                                       |                                       |                                       |                                       |                                       |                                       |                                       |                                       |                                       |                                       |                                       |                                       |                                       |

## Hình ảnh

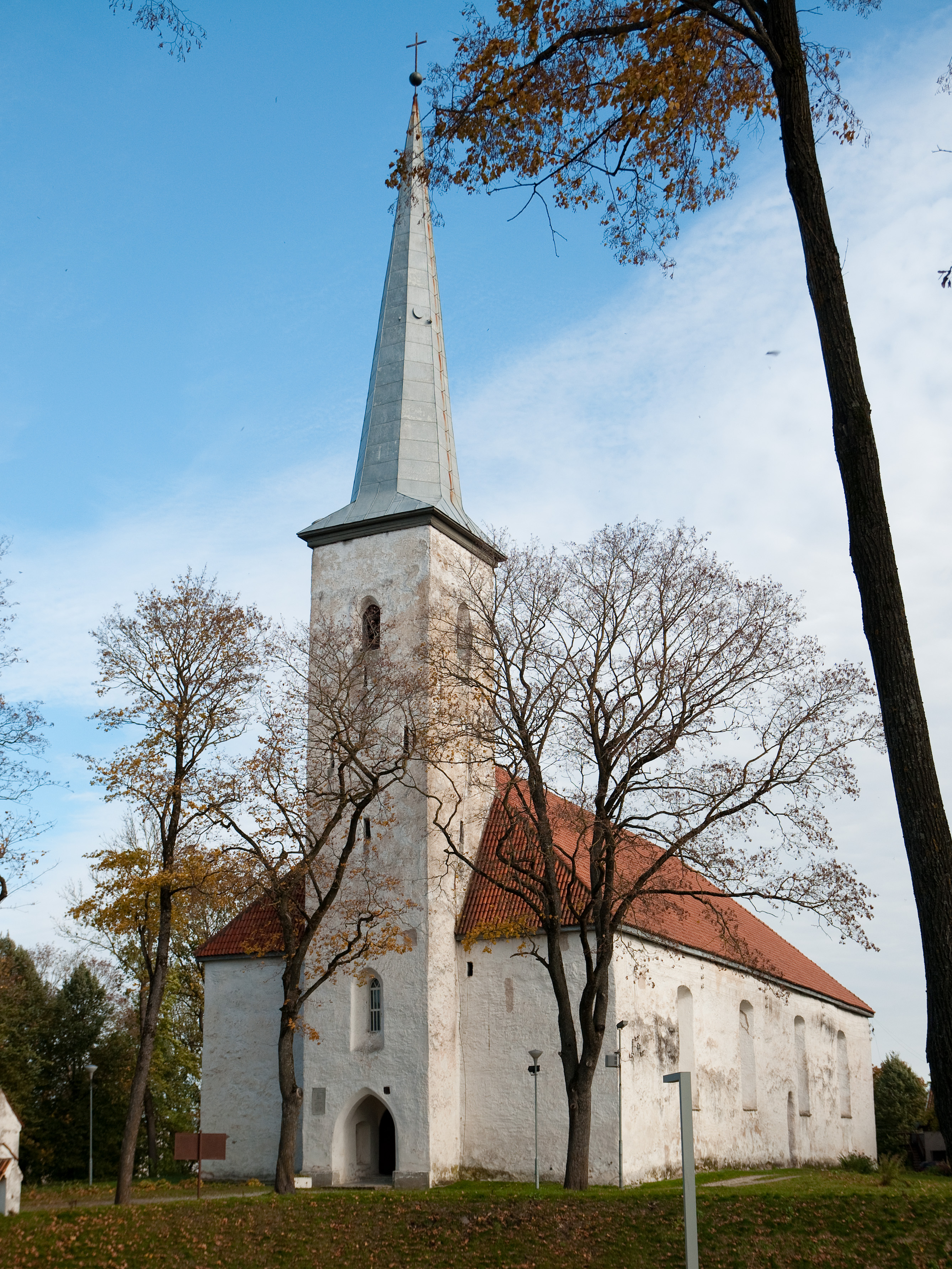
Nhà thờ Jõhvi
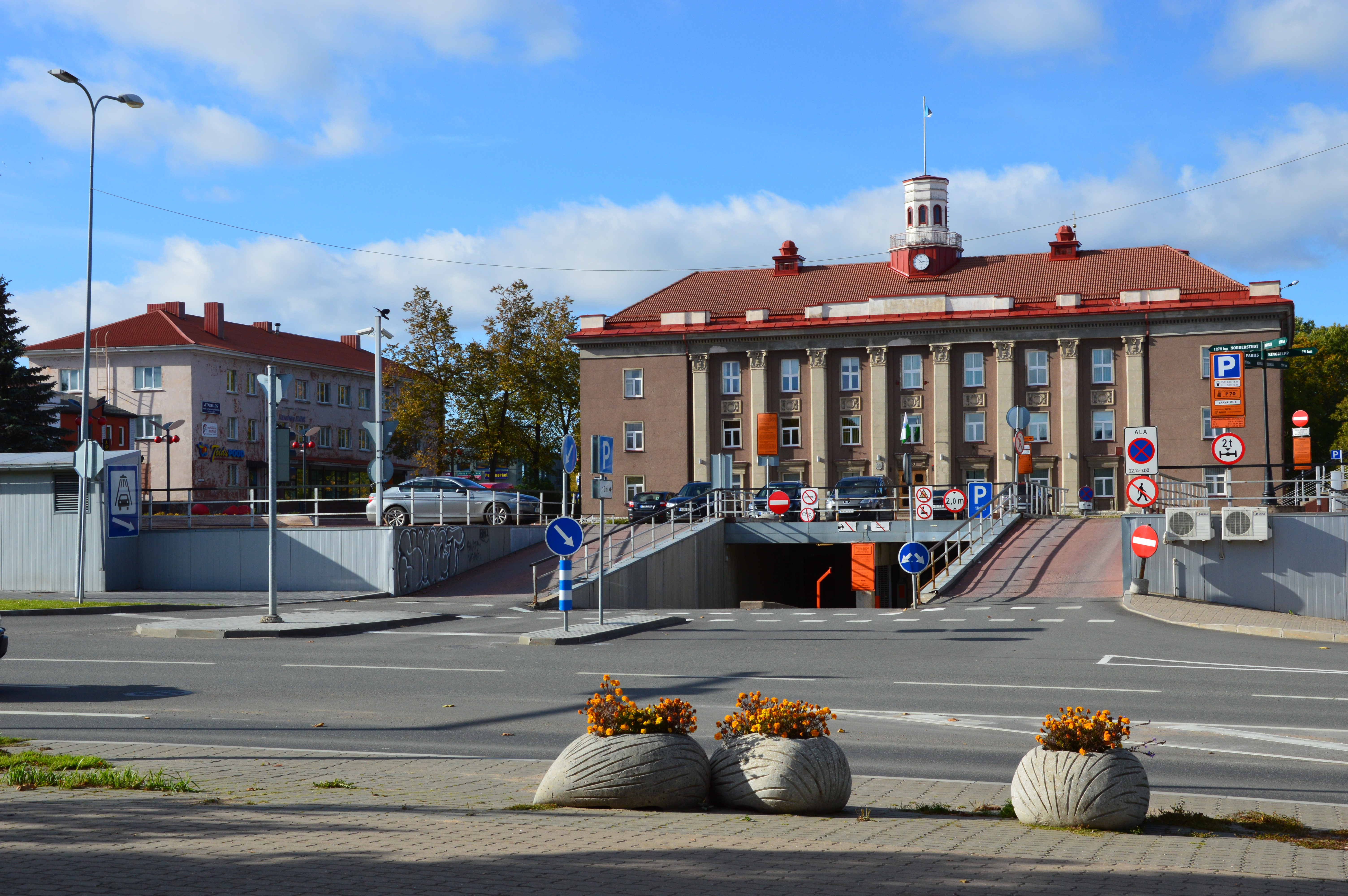
Quảng trường trung tâm
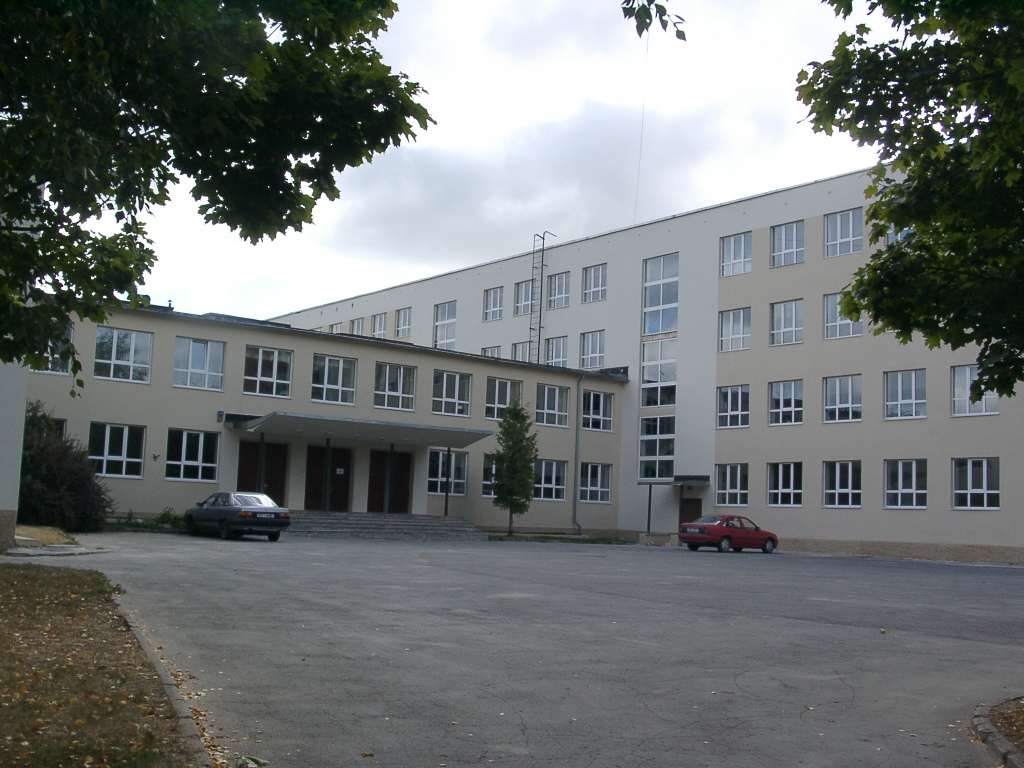
Jõhvi Gymnasium
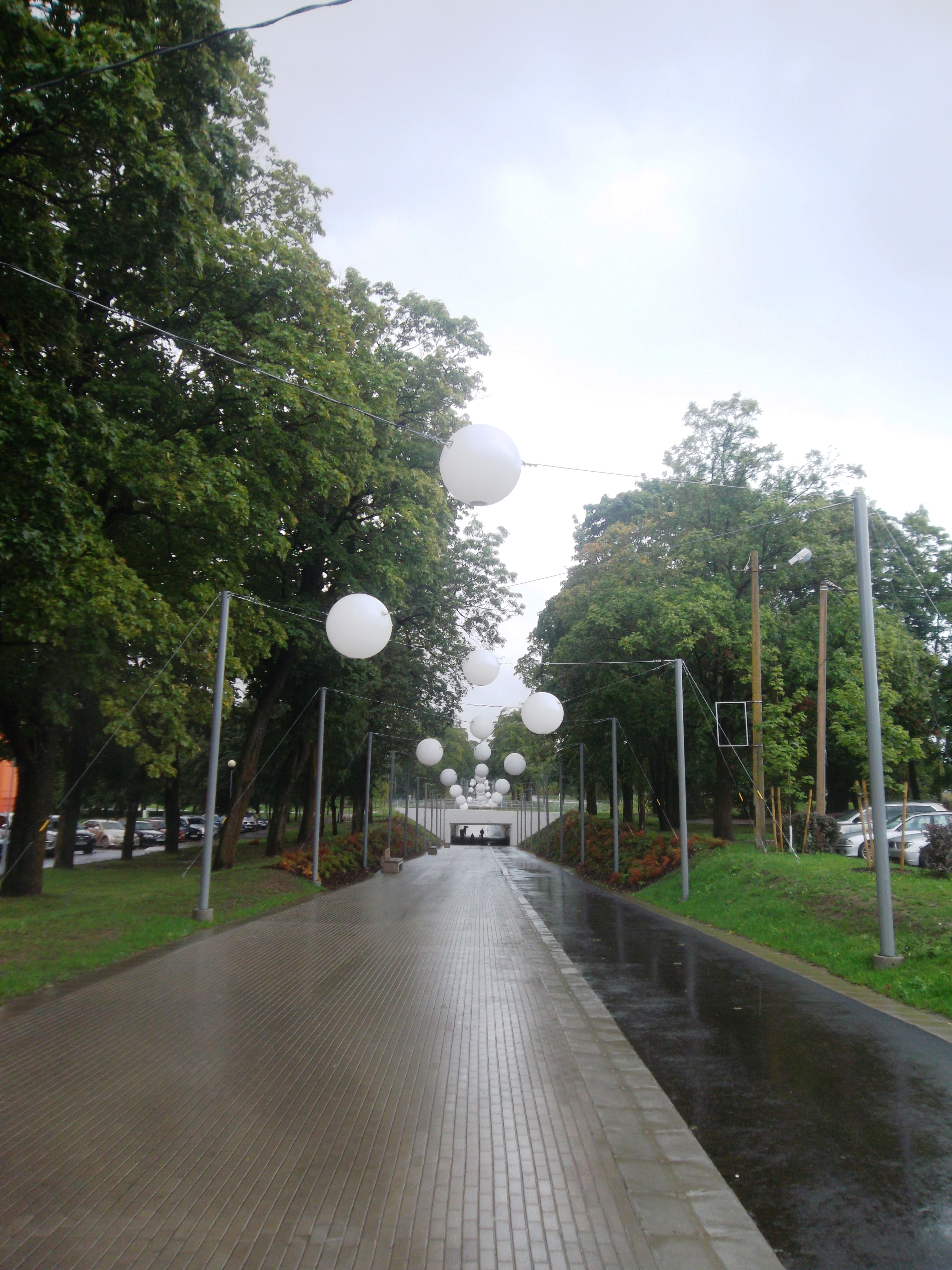
Jõhvi promenade
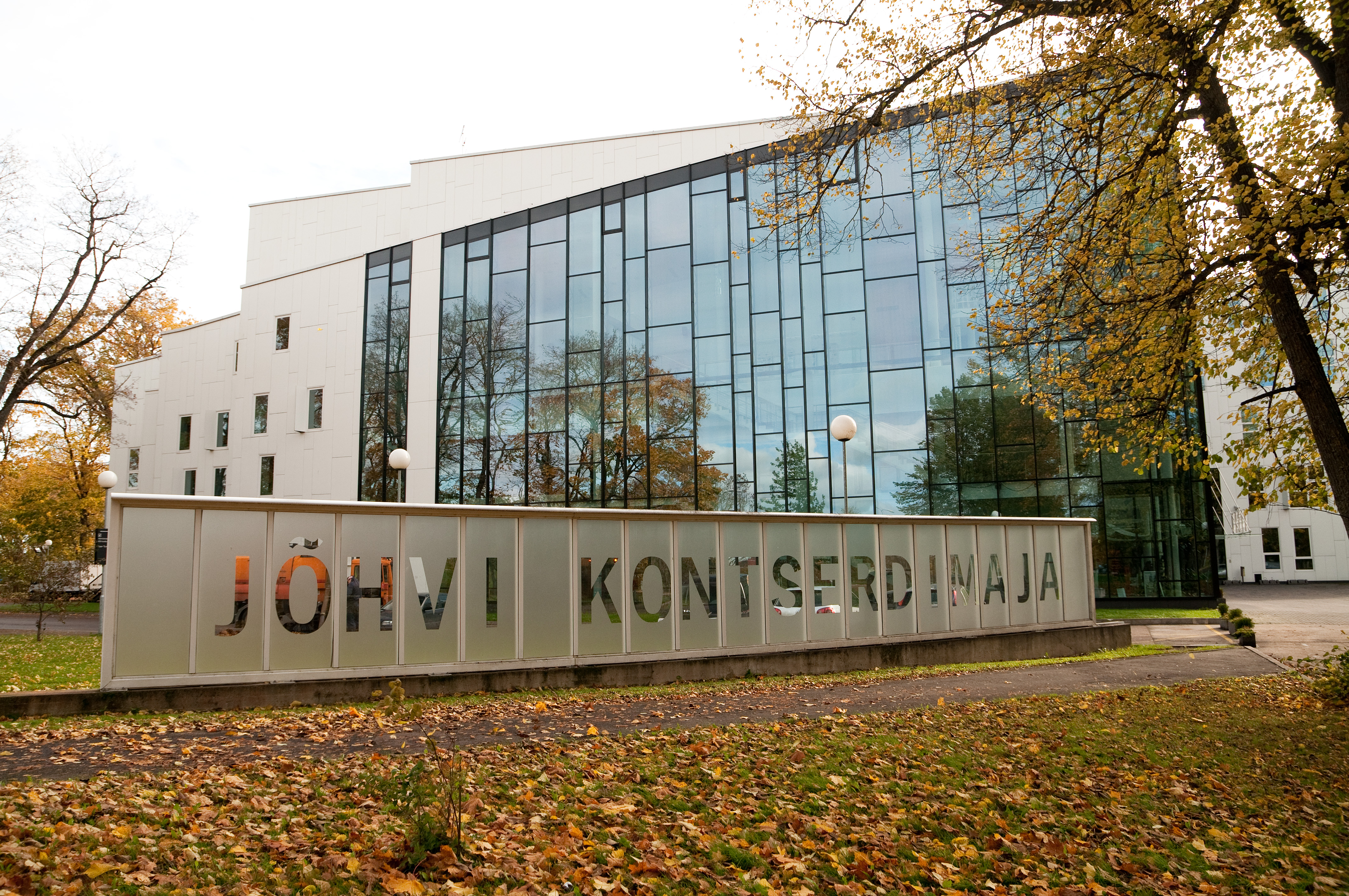
Nhà hát Jõhvi
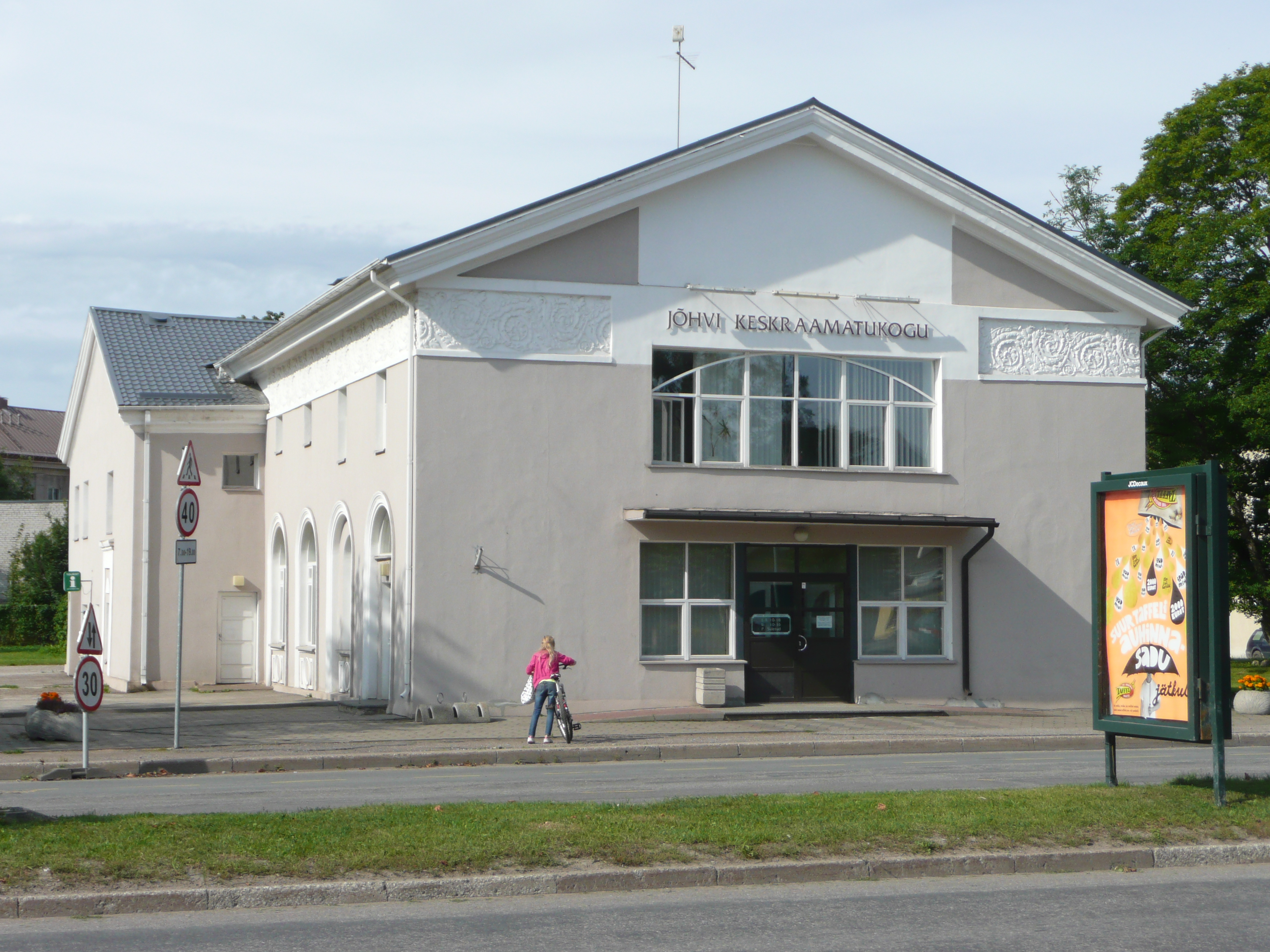
Thư viện trung tâm Jõhvi
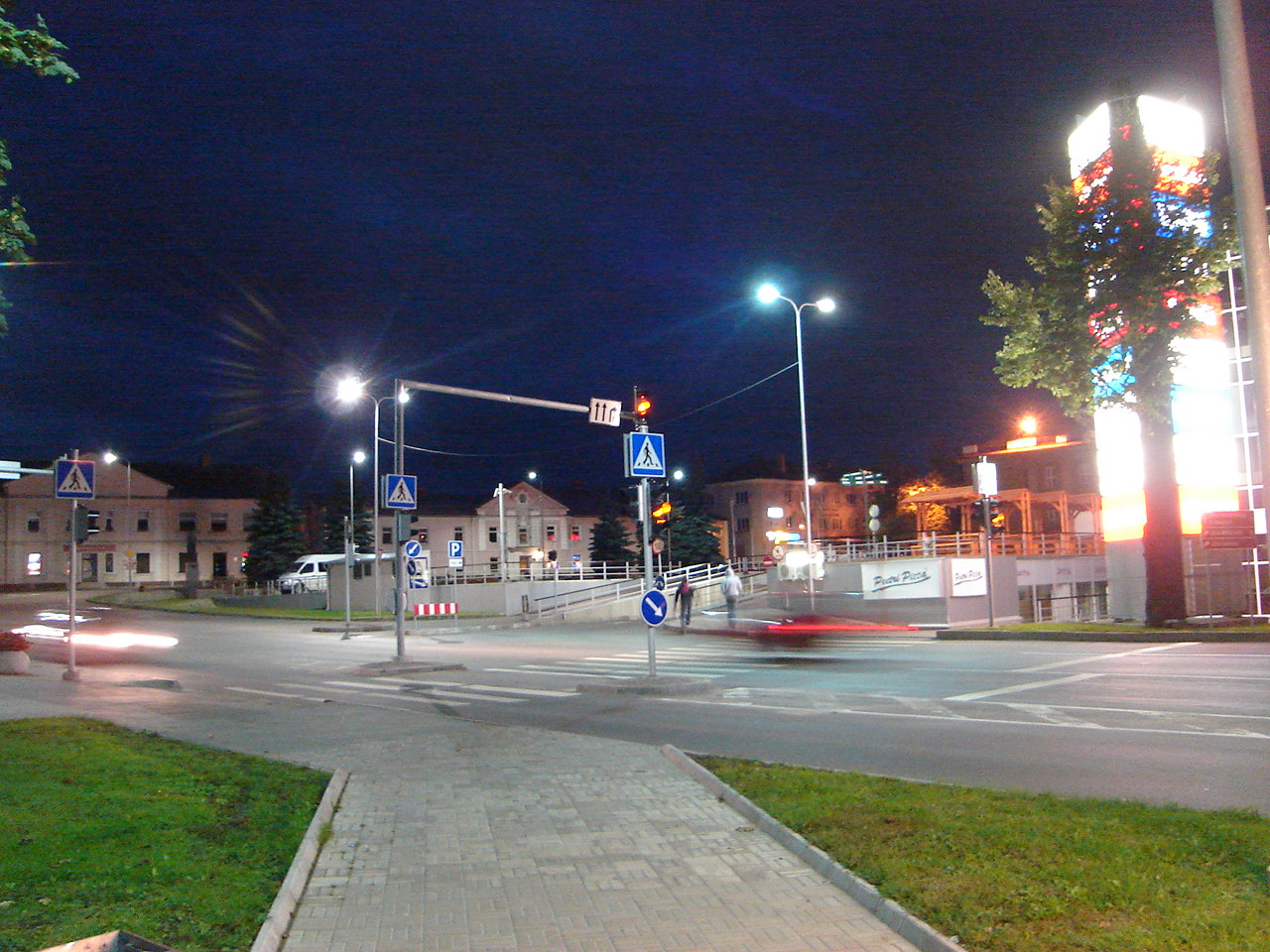
Jõhvi về đêm
Đài tưởng niệm in memoriam ở Kaljo Kiisk